# 子之神社 (狛江市)
子之三島神社（ねのみしまじんじゃ）は、東京都狛江市の神社。

## 概要
子之三島神社は覚東村の鎮守である。御祭神は大己貴大神と大山祇神である。(事代主神)は三嶋大社では祀られている。
当社名である子之とは埼玉県飯能市の山中にある子之権現(天龍寺)から勧請して当地に祀られた事から子之権現と名乗った。

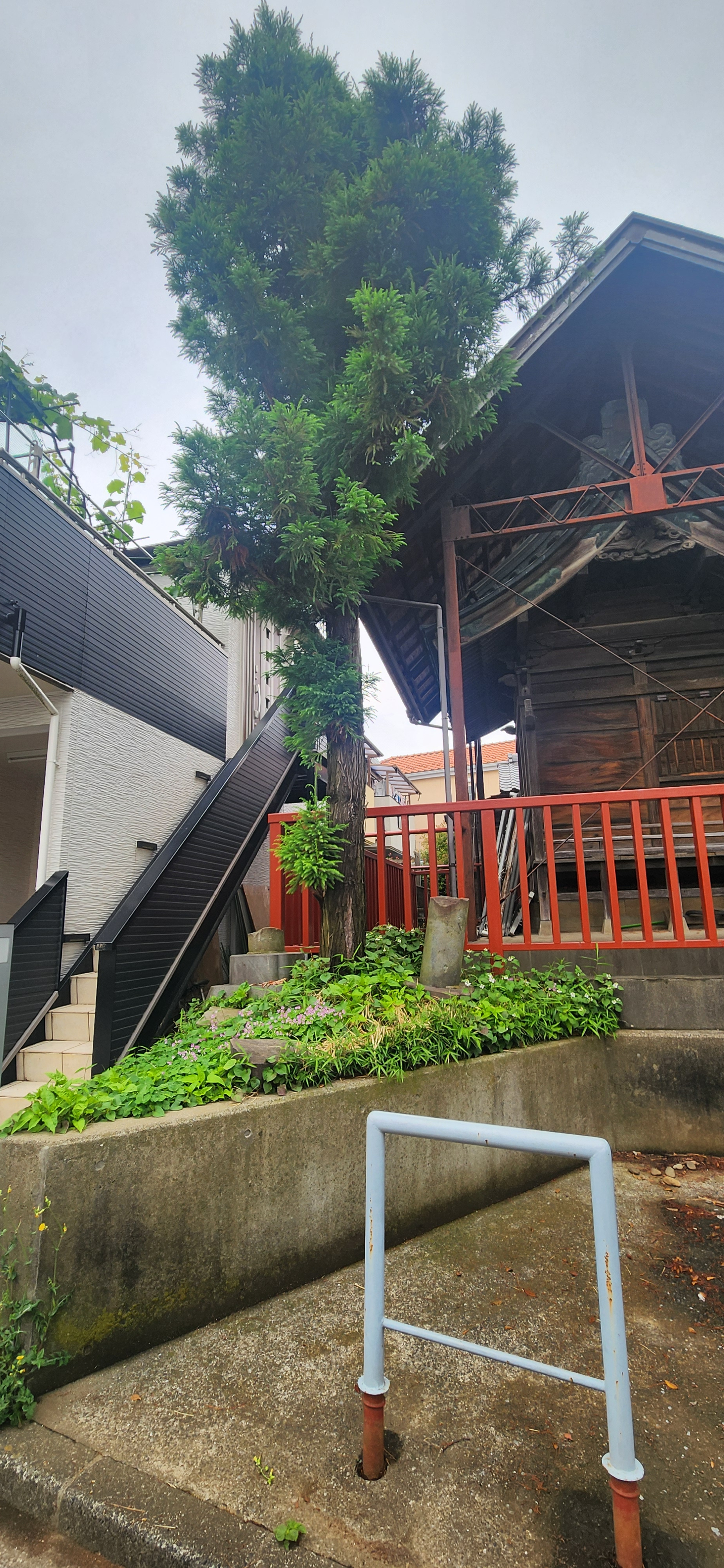
子之三島神社の杉

この杉の木は伊勢神宮から種を貰い育った杉である。

## 歴史
創建年代は不明である。ただ江戸時代後期の地誌『新編武蔵風土記稿』に掲載されていることから、少なくとも江戸時代後期には既に存在していたものと推測される。覚東村の名主である鈴木家の文書では文安五年(1448年)に創建と記されている。
覚東村の名主であった髙野家(現 髙木家)の敷地内に子之神社があった。1871年(明治四年)に、上覚東の鎮守社であった子之神社と、下覚東(中覚東含む)の鎮守社であった三嶋神社と境内社の厳島神社(弁天社)を合併、合祀して成立した神社である。
両社の合併後の社殿は1888年（明治二十一年）に改築がなされ、1893年(同25年)に竣工したという。1964年（昭和39年）に東京オリンピック記念事業として、拝殿や鳥居を建てている。

## 境内社
- 厳島神社･･･三島山覚東寺千手院(東野川2丁目4-2)内の弁天社が1868年(明治元年)の神仏分離の影響を受け当社に移転したものだと考えられる

## 祭事
9月の最終日曜日(9月の日曜が5週ある場合は4週目に開催される)

## 交通アクセス
- つつじヶ丘駅より徒歩17分。
- 狛江駅より徒歩30分。
- 喜多見駅より徒歩24分。